# Sant Tou
Sant Tou és una ermita, protegida com a bé cultural d'interès local, a un km de la sortida cap a Hortsavinyà i Roca-rossa del km 1 de Tordera-Fogars de la Selva. Es troba molt a prop de Can Telleda. Construïda al segle xvi i principis del xvii, té un porxo senzill amb quatre columnes. El cor fou construït l'any 1719. Ha estat restaurada en diverses ocasions, i per això ha perdut la seva forma primitiva. A l'altar hi havia retaules del segle xviii amb passatges de la vida i martiris del Sant. Va ser destruïda durant la Guerra Civil.